# Jüdischer Friedhof (Königswinter)

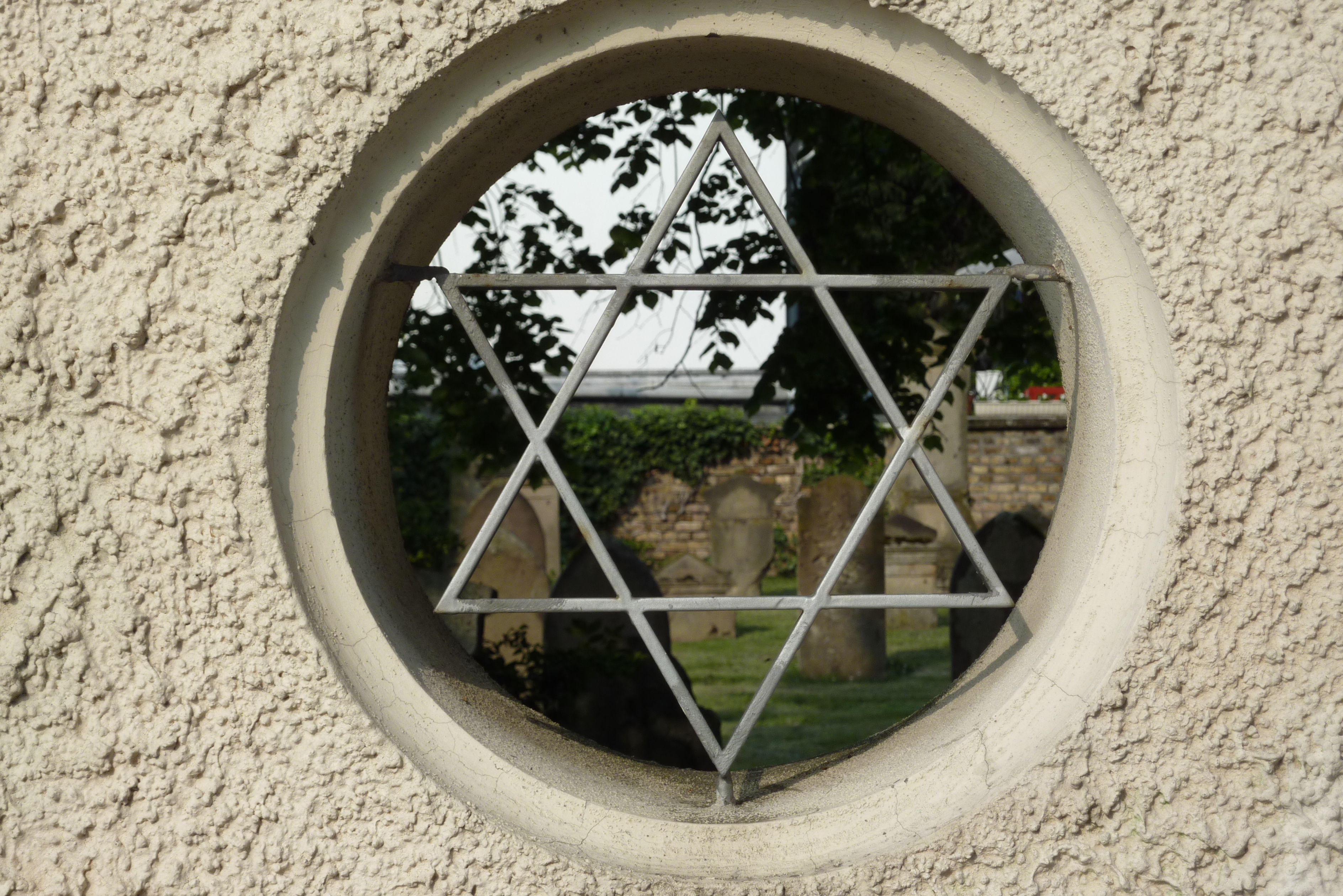
Blick in den jüdischen Friedhof Königswinter von der Rheinallee

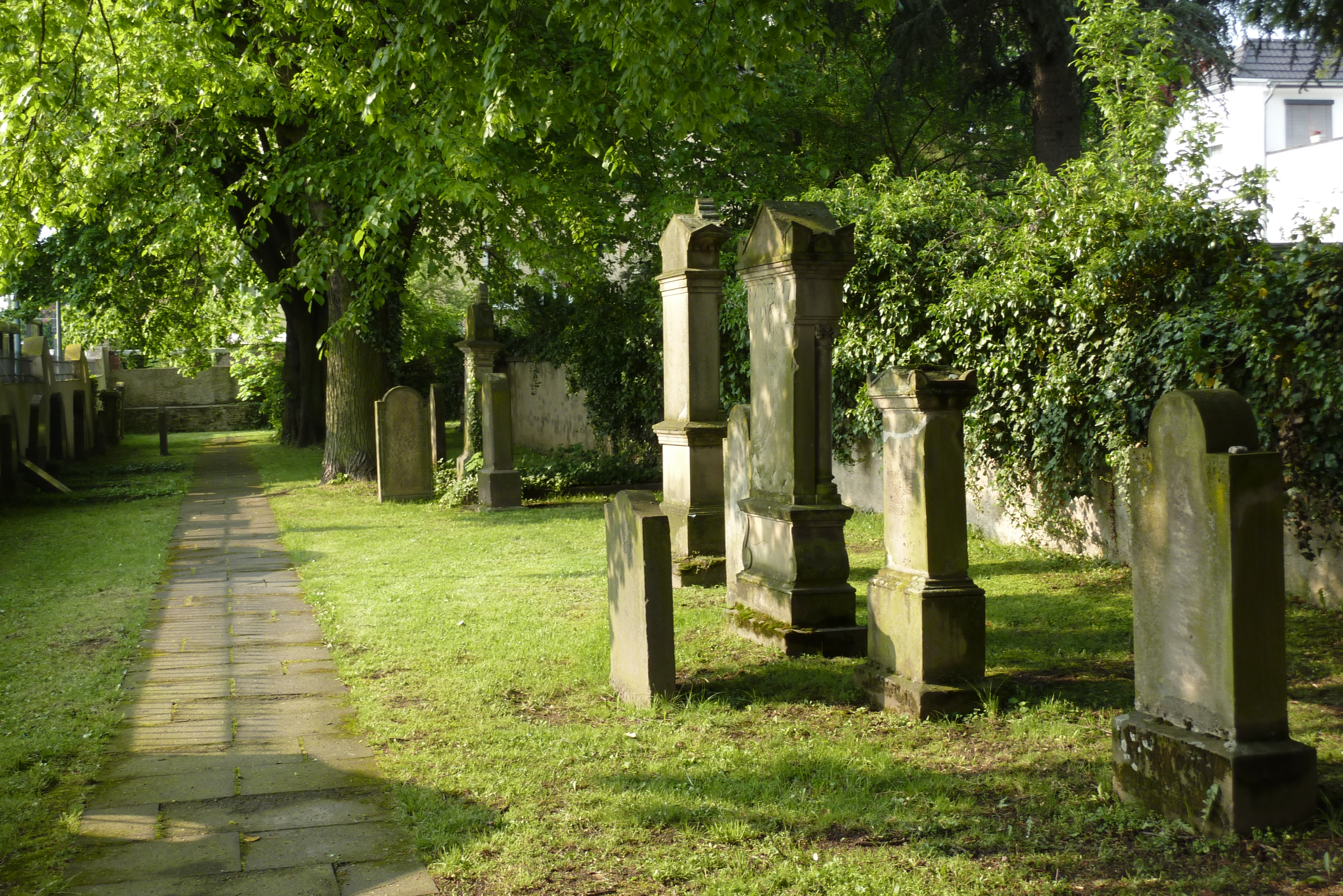
Eingangsbereich des jüdischen Friedhofs in Königswinter

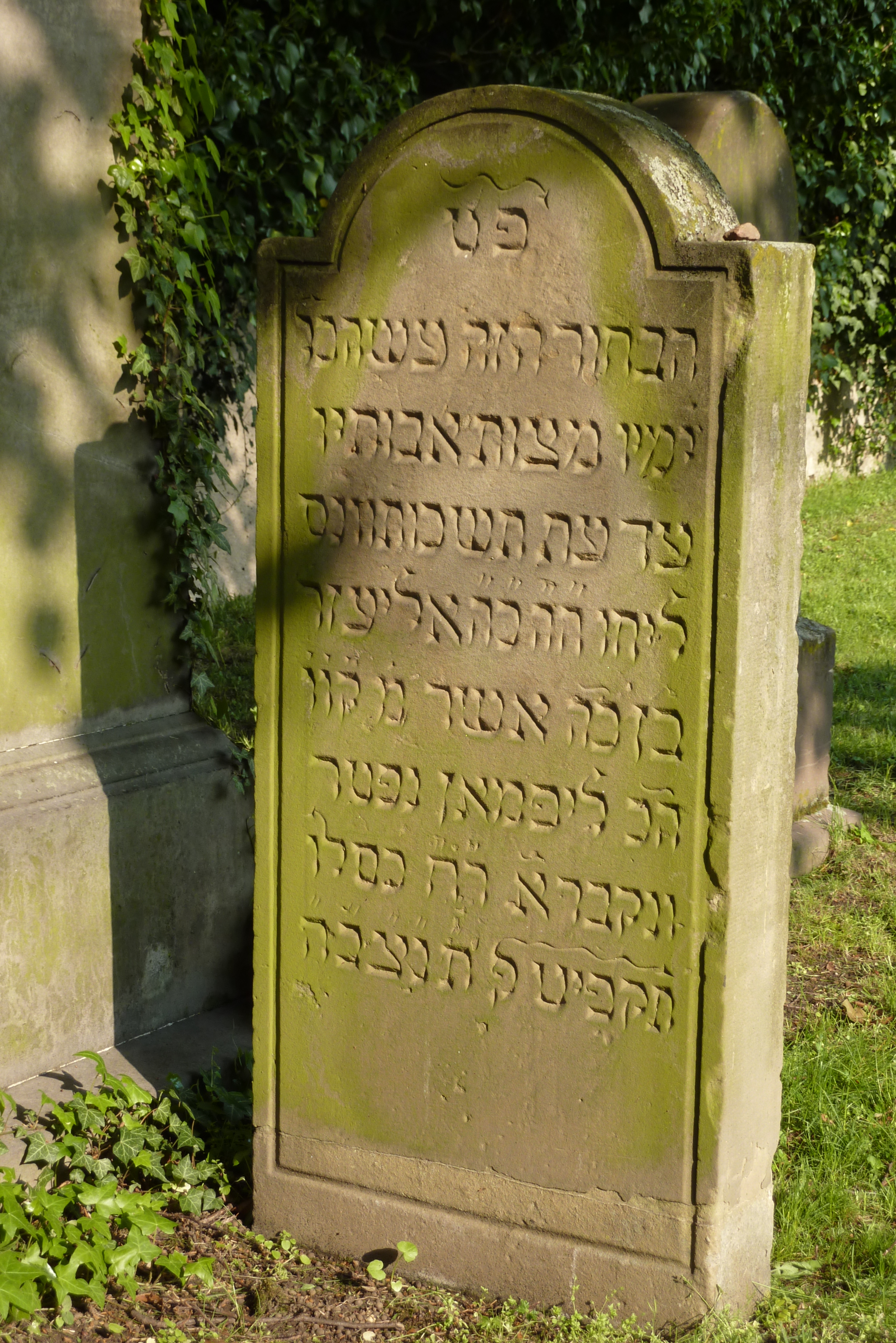
Grabstein auf dem jüdischen Friedhof in Königswinter

Der Jüdische Friedhof Königswinter ist ein jüdischer Friedhof in Königswinter, einer Stadt im Rhein-Sieg-Kreis im südlichen Nordrhein-Westfalen. Er liegt im Norden der Altstadt an der Ecke Rheinallee/Clemens-August-Straße. Der Friedhof steht als Baudenkmal unter Denkmalschutz.

## Geschichte
Der jüdische Friedhof in Königswinter wurde bereits im 16. Jahrhundert angelegt. Er diente den jüdischen Gemeinden Königswinter, Oberdollendorf und Oberkassel als Begräbnisstätte. Der Friedhof wurde nach einem Beschluss der Repräsentantenversammlung der Synagogengemeinde des Siegkreises aus dem Jahre 1869 im Juli 1874 durch Ankauf einer nördlich angrenzenden Ackerparzelle mit einer Größe von 234 m² erweitert; die Kosten wurden gemeinschaftlich von den Spezialsynagogengemeinden Oberdollendorf (50 Taler) und Königswinter (45 Taler) aufgebracht.:64 ff. Als auch diese mit einer Mauer umgeben werden sollte, sprach sich der Königswinterer Gemeinderat im August 1880 dagegen aus und setzte sich im Januar 1881 sogar für die Verlegung des Friedhofs in die Bürgermeisterei Oberkassel ein,:511 da die Grundstücke am Rhein zu einem attraktiven Wohngebiet geworden waren. Trotz eines vom Gemeinderat eingeholten neuen kreisärztlichen Gutachtens, das sich ebenfalls für die Verlegung aussprach, wies der Oberpräsident der Rheinprovinz den Einspruch zurück und genehmigte somit die Friedhofserweiterung einschließlich des Baus der Mauer.:64 ff. Beim Bau der entlang der Rheinallee verlaufenden Siebengebirgsbahn im Jahre 1913 kam es zu einer Verkleinerung des Friedhofs.:94 Im Herbst 1926 gab der Bürgermeister von Königswinter in Folge der nach einem vorangegangenen Rheinhochwasser eingeleiteten Schutzmaßnahmen zu erkennen, mit Hilfe des Hinweises auf die hygienischen Verhältnisse der Begräbnisstätte deren Schließung erreichen zu wollen.:511
In der Zeit des Nationalsozialismus bemühten sich ab Juni 1933 15 ortsansässige Bürger mittels eines Antrags an die Stadt um die Schließung und Verlegung des Friedhofs. Nachdem die erneut zur Begründung angeführten angeblichen gesundheitlichen Risiken in einem kreisärztlichen Gutachten Bestätigung fanden, wurde er auf einen Antrag des vormaligen kommissarischen Bürgermeisters und nunmehrigen Landrats des Siegkreises Buttlar vom 24. Februar 1934 hin mit der Genehmigung des Regierungspräsidenten vom 9. März 1934 geschlossen.:512 Einen Einspruch der Synagogengemeinde Königswinter-Oberdollendorf vom 3. November 1934 gegen die Schließung beschied der Landrat Ende des Monats abschlägig. Im gleichen Jahr erfolgte wegen der Erweiterung der heutigen Clemens-August-Straße vom Fußweg zur regulären Straße im Zuge einer Arbeitsbeschaffungsmaßnahme:474 eine Verkleinerung des Friedhofs um 36 m².:97–103 So verblieb als Rest ein L-förmiges Grundstück mit einer Fläche von 723 m². Während der Zeit des Nationalsozialismus wurde der Friedhof mehrmals geschändet, so auch im Zuge der Novemberpogrome 1938.:522
Heute befinden sich auf dem jüdischen Friedhof, auf den eine Informationstafel hinweist, noch etwa 80 Grabsteine (Mazewot). Die Eintragung der Begräbnisstätte in die Denkmalliste der Stadt Königswinter erfolgte am 10. März 1993.